# Augsburger Straße 8 (Schwabhausen)
Das Gebäude Augsburger Straße 8 in Schwabhausen, der Kreisstadt des oberbayerischen Landkreises Dachau ist eine ehemalige Gastwirtschaft und ist unter der Aktennummer D-1-74-143-3 in der Denkmalliste Bayern eingetragen.

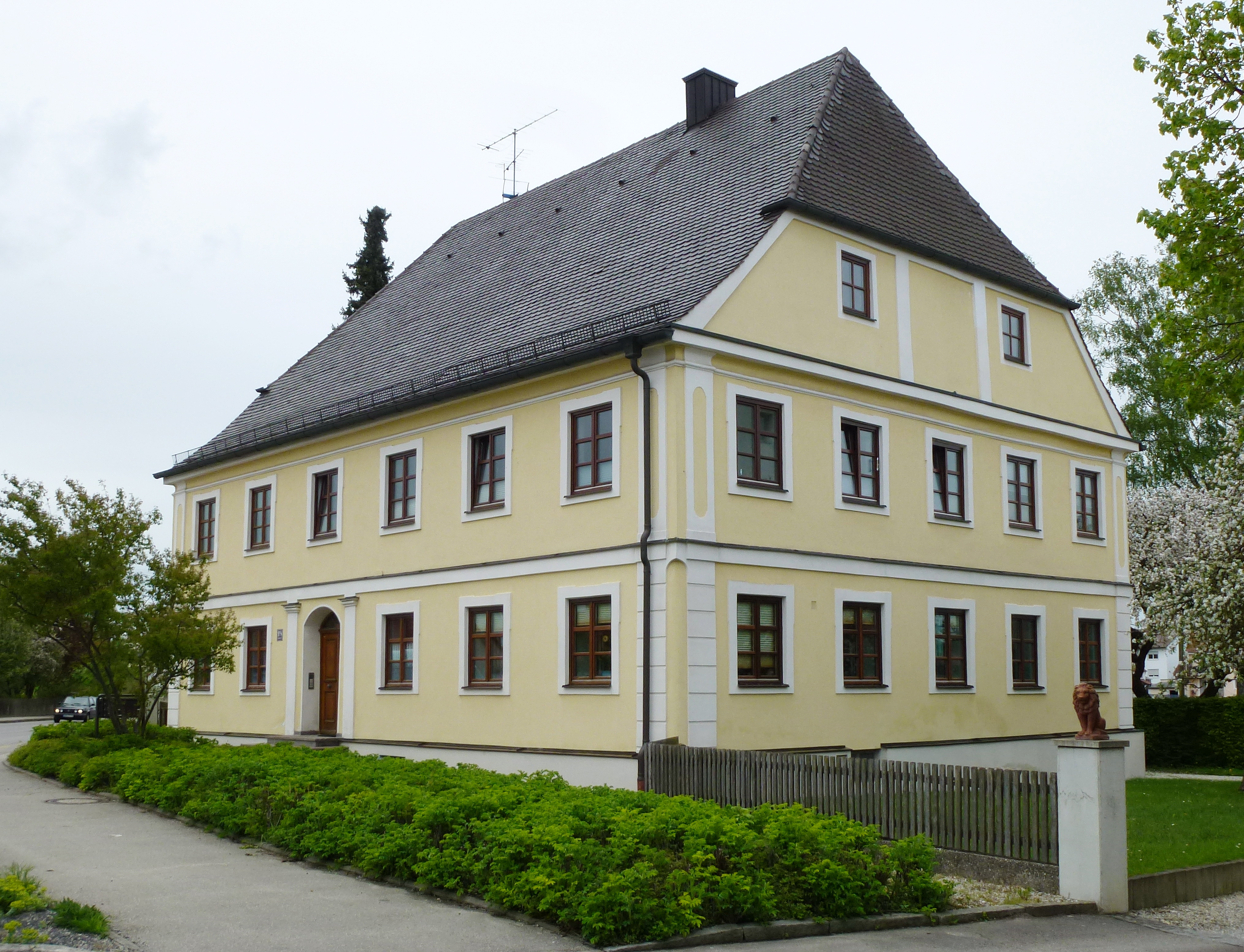
Südfassade

## Baudenkmal

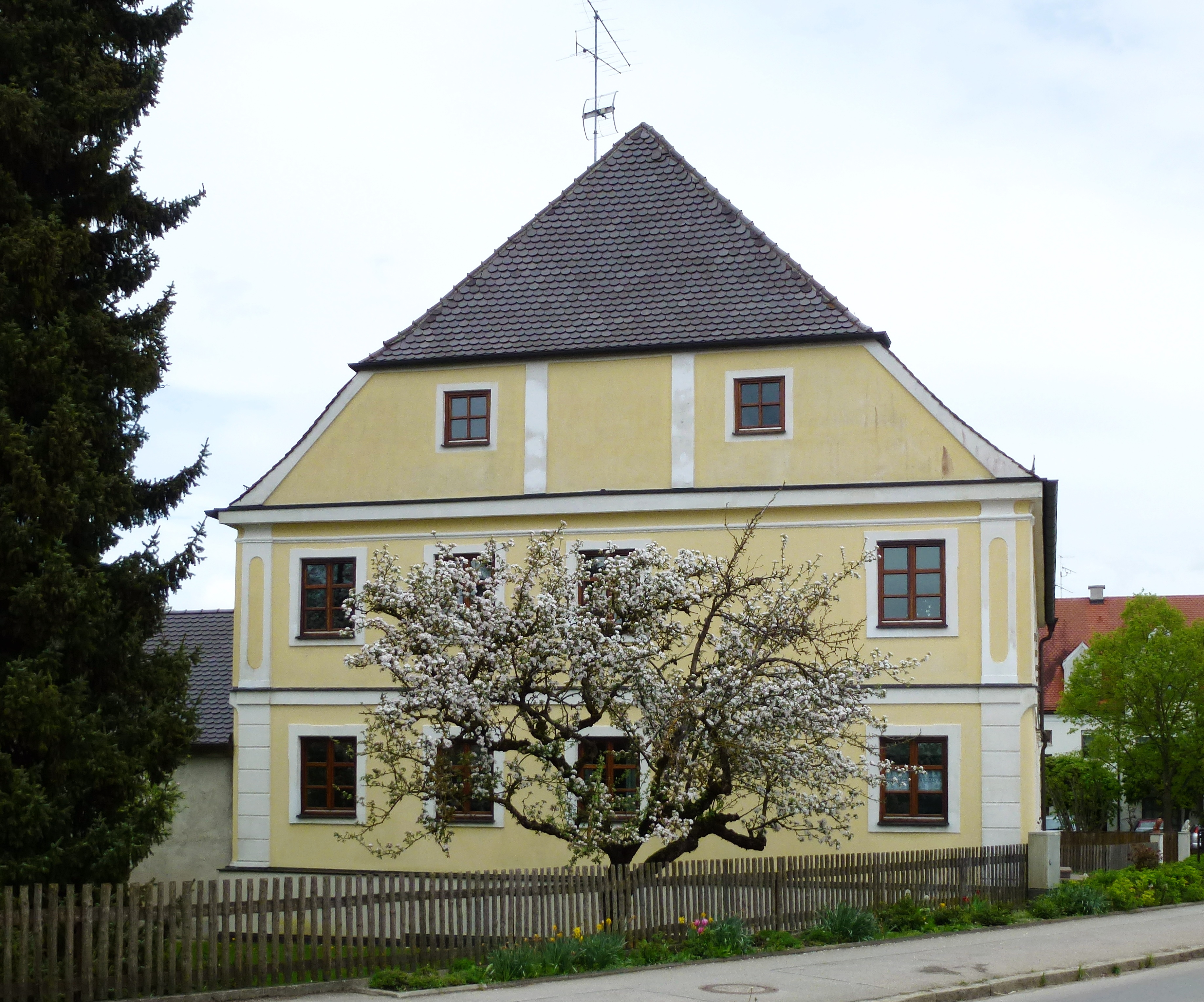
Westfassade

Die Gaststätte befindet sich an der Hauptverkehrsachse von Schwabhausen. Es handelt sich um ein ehemaliges zweigeschossiges Gasthaus mit Lisenen- und Gesimsgliederung sowie Schopfwalmdach vom Ende des 14. Jahrhunderts. Der Gasthof besitzt sechs zu fünf Fensterachsen. Der an die Straßenseite gelegte asymmetrische Hauseingang besitzt einen Segmentbogen.
Das Wirtshaus ist in der Liste der Baudenkmäler in Schwabhausen eingetragen.

## 6x60 Haus

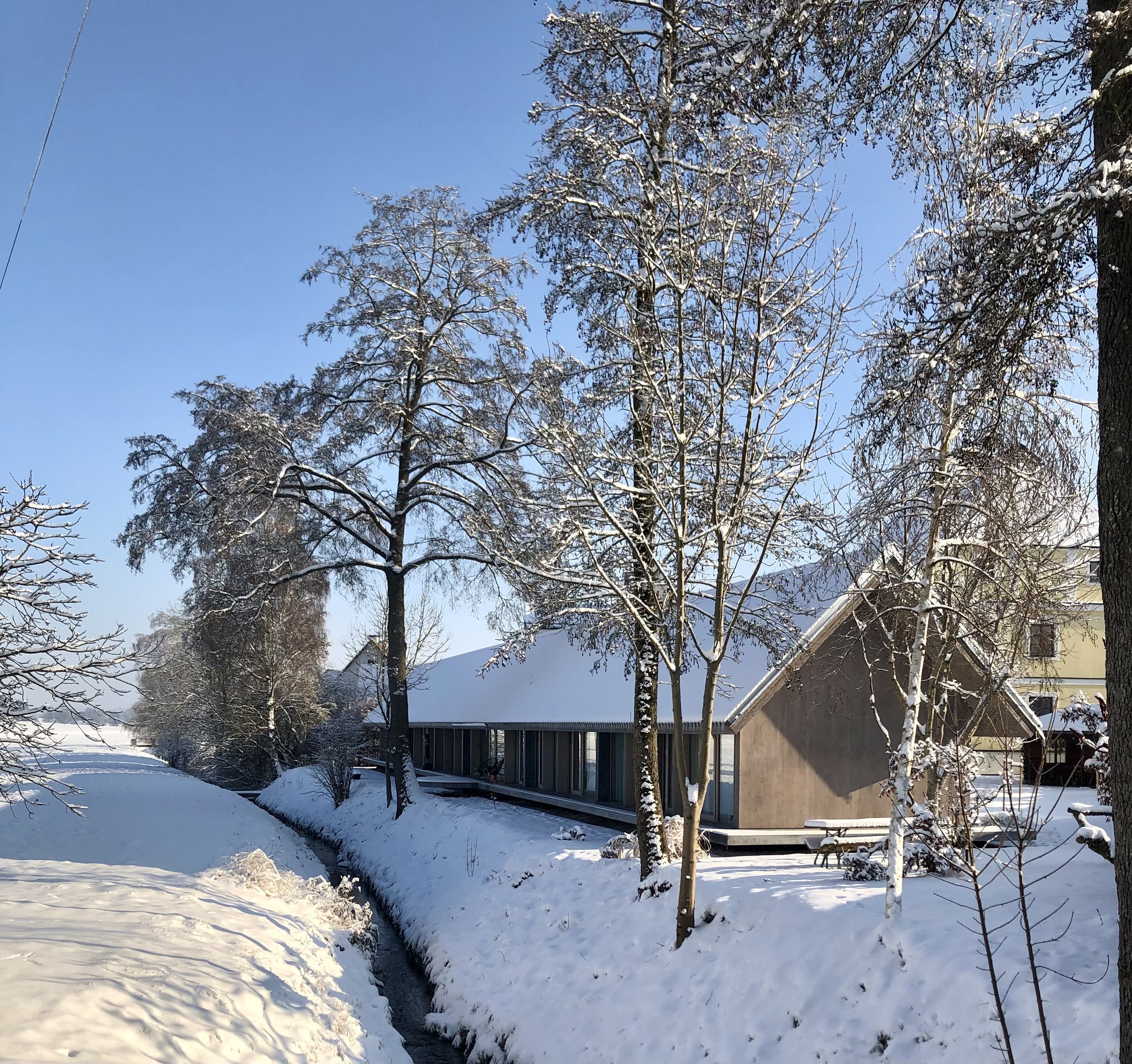
6x60 Haus

Alexander Tochtermann und Philipp Wündrich errichteten auf dem Grundstück ein einstöckiges Haus am Rothbach für drei Mitglieder der Familie. Das Gebäude befindet sich zwischen zwei Umgebungen – weite landwirtschaftliche Felder auf der einen Seite und die Dorfstraße auf der anderen Seite. 2023 erhielt das Haus eine Anerkennung beim Architekturpreis Beton und eine Auszeichnung bei Häuser des Jahres, 2024 eine Nominierung beim DAM Preis und den BDA Regionalpreis Oberbayern und 2025 den Mitgliederpreis und Anerkennung bei dem BDA Preis Bayern.
Die Bauleitung übernahm Philipp Wündrich. Fotografisch wurde das Haus von Mikael Olsson dokumentiert.